# Свети Георги (Ресилово)
Вижте пояснителната страница за други значения на Свети Георги.
„Свети Георги“ (на гръцки: Αγίου Γεωργίου Χαριτωμένης) е българска възрожденска църква в зъхненското село Ресилово (Харитомени), Гърция, част от Зъхненската и Неврокопска епархия. Църквата е построена в 1847 година.